# 화씨 451
《화씨 451》(영어: Fahrenheit 451)은 레이 브래드베리가 1953년에 쓴 과학 소설이다. 책이 금지된 미래의 디스토피아를 배경으로 하고 있다. 주인공 가이 몬태그(Guy Montag)는 책을 불태우는 방화수(放火手, fireman)이다. 소설의 제목인 화씨 451도(섭씨 233도)는 '책(종이)이 불타기 시작하는 온도'를 뜻한다.
1984년 프로메테우스상 명예의 전당에 올랐고 2004년 'Hugo Award for Best Novel' 중 1954년 부문에서 레트로 휴고상을 수상하였다. 1963년에는 프랑스와 트뤼포가 이 소설을 바탕으로 같은 이름의 영화를 만들었다.

## 같이 보기
- 마이클 무어의 다큐멘터리 《화씨 9/11》은 이 소설의 제목을 패러디해 만든 다큐멘터리이다.